# 邵暉
邵暉（1440年—1485年），字日昭，直隸常州府宜興縣人，民籍。明朝政治人物。景泰甲戌進士。

## 生平
成化元年（1465年）舉乙酉科應天府鄉試第三十二名。成化五年（1469年）乙丑科會試第二名，殿試登進士第三甲第一百四十名，授吏部考功主事，累陞郎中。

## 家族
曾祖邵孟文。祖父邵德全。父邵瑄。